# カイツブリ科
カイツブリ科（カイツブリか、学名 Podicipedidae）は、鳥類カイツブリ目 Podicipediformes の唯一の科である。

## 特徴

### 分布
アフリカ大陸、北アメリカ大陸、南アメリカ大陸、ユーラシア大陸、アイスランド、アイルランド、イギリス、インドネシア、オーストラリア、日本、ニュージーランド、マダガスカル。

### 形態
最大種は北アメリカのクビナガカイツブリで全長56-74cm、日本ではカンムリカイツブリの全長46–61cm。全身は羽毛で密に覆われる。翼は長いうえに薄い。
足は後方に位置し地表では直立することも難しいが、水中では大きな推進力を得ることができる。趾は幅広く（弁足）これによりより多くの水を掻くことができる。また脚および趾は柔軟性が強く、様々な方向に水を掻くことができる。
卵は白や淡黄色の殻で覆われる。

### 生態
湖や池沼に生息する水鳥であるが、冬季になると海洋に生息する種もいる。排他性が強く縄張りを形成する。飛翔はあまり上手くなく、水面から飛翔するには水面を長く助走する必要がある。また数種は飛翔する事ができない。
食性は動物食で、昆虫、甲殻類、軟体動物、魚類などを食べる。水中にいる獲物を潜水して捕らえる。
繁殖形態は卵生。水生植物や杭に固定した水生植物を積み上げた逆円錐状（水面では皿状に見えるが、大部分は水中に沈んでいる）の巣を作り、卵を産む。卵はばらばらに孵化する。親鳥は雛を背に乗せて育て、雛を背に乗せたまま潜水も行う。

## 系統と分類

### 系統と上位分類
伝統的に、1科でカイツブリ目を形成していた。
姉妹群はフラミンゴ目である。カイツブリ目+フラミンゴ目系統は、現生鳥類の中で古顎類・キジカモ類の次に分岐した小さい系統メタヴェス Metaves の一員である。
アビ目と共通点が多いため、古くは近縁と考えられることもあったが、系統的には離れており、水生による収斂進化の結果である。
Sibley分類ではコウノトリ目コウノトリ亜目コウノトリ下目カイツブリ小目 Podicipedida の唯一の科だった。コウノトリ下目は現在の分類で言えば水鳥クレード（アビ目・ペンギン目・ミズナギドリ目・コウノトリ目・ペリカン目）・カイツブリ目・フラミンゴ目・ネッタイチョウ目からなっており、カイツブリ目とフラミンゴ目に多少の近縁性を認めた初期の研究と言えるが、Sibleyらはカイツブリ科と残りのコウノトリ下目全体とが姉妹群だと考えていた。また、水鳥クレード・カイツブリ目+フラミンゴ目・ネッタイチョウ目の3者間は実際には特に近縁ではない。

### 属と種
6属約20種が現生する 。このほか3種が近代に絶滅した。
- カイツブリ属 Tachybaptus
  - †Tachybaptus rufolavatus, Alaotra Grebe, ワキアカカイツブリ（脇赤鳰）
  - Tachybaptus ruficollis, Little Grebe, カイツブリ（鳰）
  - Tachybaptus novaehollandiae, Australasian Grebe, ノドグロカイツブリ（喉黒鳰）
  - Tachybaptus pelzelnii, Madagascar Grebe, マダガスカルカイツブリ(マダガスカル鳰)
  - Tachybaptus dominicus, Least Grebe, ヒメカイツブリ（姫鳰）
- オビハシカイツブリ属 Podilymbus
  - Podilymbus podiceps, Pied‐billed Grebe, オビハシカイツブリ（帯嘴鳰[6]。）
  - †Podilymbus gigas, Atitlan Grebe, オオオビハシカイツブリ（大帯嘴鳰[7]）
- ミミジロカイツブリ属 Rollandia
  - Rollandia rolland, White‐tufted Grebe, ミミジロカイツブリ（耳白鳰）
  - Rollandia microptera, Titicaca Grebe
- シラガカイツブリ属 Poliocephalus
  - Poliocephalus poliocephalus, Hoary‐headed Grebe, シラガカイツブリ（白髪鳰）
  - Poliocephalus rufopectus, New Zealand Grebe, ニュージーランドカイツブリ（ニュージーランド鳰）
- カンムリカイツブリ属　Podiceps
  - Podiceps major, Great Grebe, オオカイツブリ（大鳰）
  - Podiceps grisegena, Red‐necked Grebe, アカエリカイツブリ（赤襟鳰）
  - Podiceps cristatus, Great crested Grebe, カンムリカイツブリ（冠鳰）
  - Podiceps auritus, Horned Grebe, ミミカイツブリ（耳鳰）
  - Podiceps nigricollis, Black‐necked Grebe, ハジロカイツブリ（羽白鳰）
  - Podiceps occipitalis, Silvery Grebe, ギンカイツブリ（銀鳰）
  - Podiceps taczanowskii, Junin Grebe, オオギンカイツブリ（大銀鳰）
  - Podiceps gallardoi, Hooded Grebe, パタゴニアカイツブリ（パタゴニア鳰）
  - †Podiceps andinus, Colombian Grebe, コロンビアカイツブリ（コロンビア鳰）
- クビナガカイツブリ属 Aechmophorus
  - Aechmophorus occidentalis, Western Grebe, クビナガカイツブリ（首長鳰）
  - Aechmophorus clarkii, Clark’s Grebe, クラークカイツブリ（クラーク鳰）

## 人間との関係
開発による生息地の破壊、人為的に移入された動物との競合などにより生息数が減少している種もいる。

## 画像

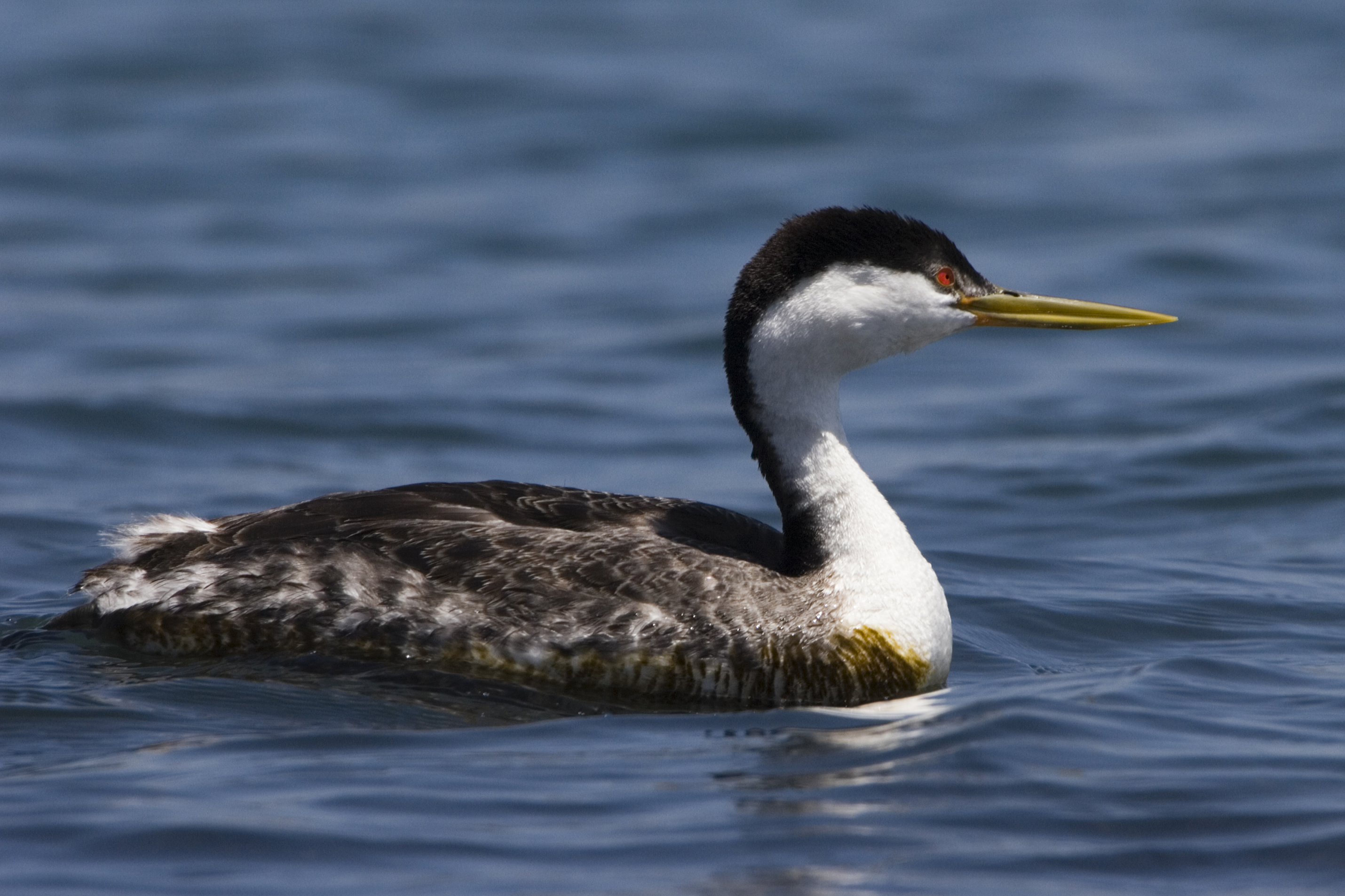
クビナガカイツブリ A. occidentalis
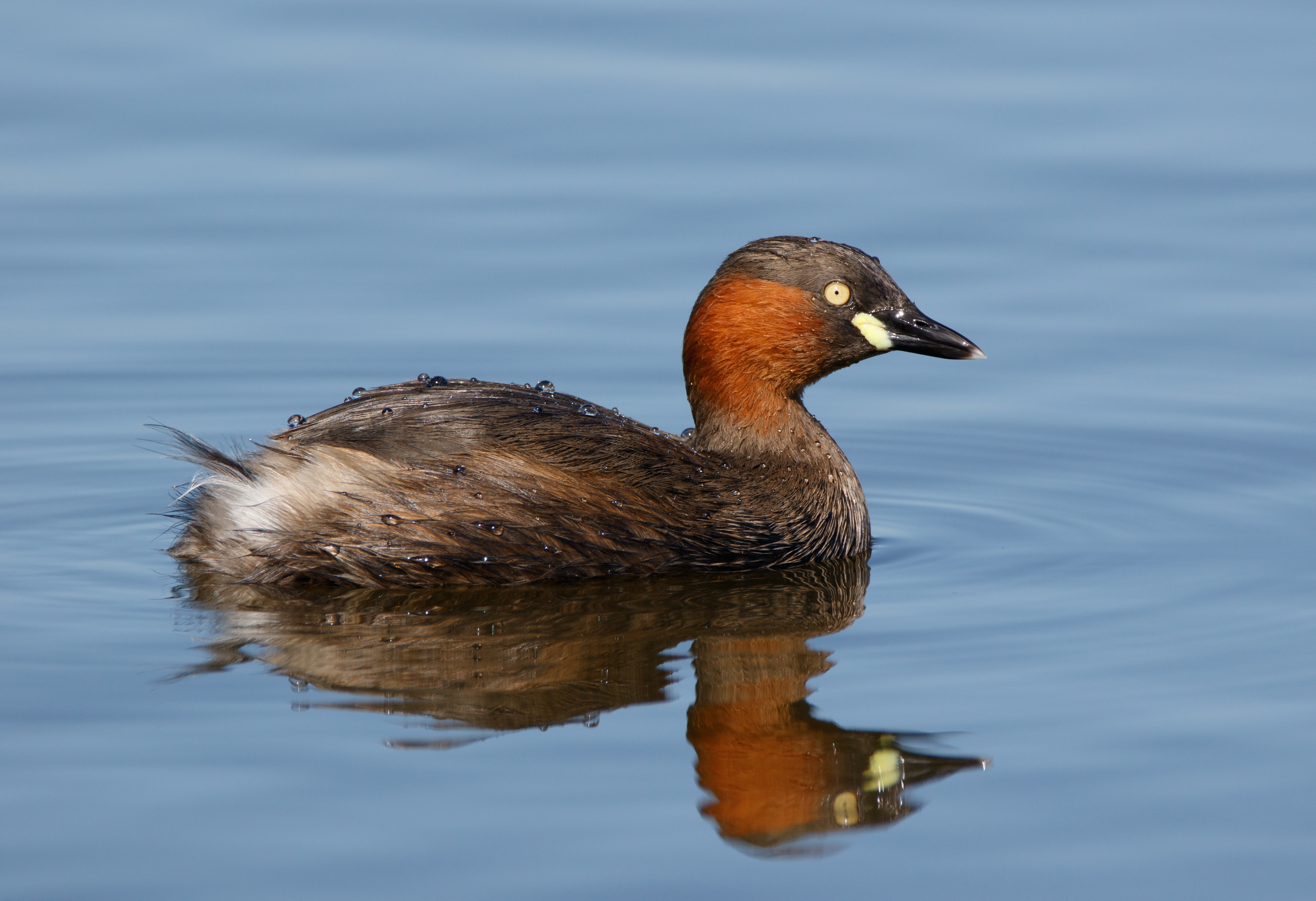
カイツブリ T. ruficolis